# Johannes Grant
Johannes Grant o Johannis Grandi fue un mercenario empleado por el Imperio bizantino durante la caída de Constantinopla en 1453. Los relatos griegos y latinos contemporáneos se referían a Johannes como alemán, aunque Steven Runciman ha sugerido que en realidad pudo haber sido un escocés llamado John Grant. Parece haber estado afiliado al contingente de mercenarios genovés en el sitio, posiblemente como parte de los hombres comandados por Giovanni Giustiniani. Su uso de túneles contra los zapadores turcos evitó que estos debilitaran o invadieran Constantinopla desde debajo de las murallas.

## Representaciones en la ficción
- Grant aparece como un personaje secundario en la novela El ángel sombrío de Mika Waltari.
- John Le Grant, un aberdoniano basado en el histórico Johannes Grant, aparece en la novela The House of Niccolò de Dorothy Dunnett.
- John Grant es el personaje central de la novela histórica Porphyry and Ash.
- John Grant aparece en el tercer episodio de la serie histórica de docudrama Rise of Empires: Ottoman.